# Трехдворка
Трехдворка (до 1938 — Параденингкен (нем. Paradeningken), до 1946 — Парадефельд (нем. Paradefeld)) — посёлок в Черняховском районе Калининградской области. 

## История
Поселение относилось к исторической области под названием Надровия, завоёванной Тевтонским орденом.
Носило следующие названия: Парден (до 1721 года), Бараденик (до 1732 года), Альт Параденинкен (после 1785 года), Альт Параденинкен (около 1815 года), Параденингкен (до 1938 года).
В 1938 году властями гитлеровской Германии Параденингкен был переименован в Парадефельд в рамках кампании по упразднению в Восточной Пруссии топонимики литовского происхождения.
По исходе Второй мировой войны передан в состав РСФСР - СССР, в 1946 году переименован в поселок Трехдворка. Ныне в составе России как правопреемницы СССР.
Вернер Мазер, известный историк и биограф Адольфа Гитлера, является уроженцем этого населенного пункта.
До 2015 года входил в состав Свободненского сельского поселения.

## Население
| 1871 | 1910 | 2002 | 2010 |
| ---- | ---- | ---- | ---- |
| 145  | ↘140 | ↘37  | ↘24  |